# Plutomurus ortobalaganensis
Plutomurus ortobalaganensis es un artrópodo y el animal encontrado a mayor profundidad terrestre, descubierto a 1980 m bajo la tierra, carece de ojos, tiene respiración cutánea, sus antenas funcionan como detectores químicos; muestra pigmentación oscura, se aprecia el apéndice trasero o fúrcula con el que se impulsa para saltar, se alimenta de hongos que crecen sobre restos vegetales; el tubo ventral produce un líquido pegajoso con funciones digestivas y de limpieza, mide 4 mm y tiene seis patas. Es una especie de colémbolo (artrópodos) endémica de la cueva de Krúbera-Voronya en Georgia. Fue descubierto en la Expedición CAVEX en 2010.
Enrique Baquero, zoólogo de la Universidad de Navarra y uno de los autores del estudio descubridor de la especie para la ciencia, dice que la presencia de estas especies en un medio tan agreste se explica por la materia orgánica: «se alimentan de los hongos que crecen sobre ella, contribuyendo a su descomposición y participando en la red de las comunidades estables de artrópodos que existen en las cueva».